# Джакартская телебашня
Джакартская телебашня — непостроенная телебашня в городе Джакарта, Индонезия. По проекту её высота должна была составлять 558 метров (позднее увеличена до 588 м). Смотровая площадка будет находиться на высоте 395 метров. Сметная стоимость проекта, строительство которого по предварительным расчётам должно было завершиться в 2012 году, составила 400 миллионов долларов США. Стройка заморожена из-за отсутствия финансирования.

## История
Режим Сухарто задумал Джакартскую башню как самое высокое здание в мире. В 1996 году международные архитектурные фирмы предложили несколько конструкций башни. Поскольку признанный лучшим проект был слишком дорогим, правительство выбрало вариант, занявший второе место, разработанный Восточно-Китайским Архитектурно-дизайнерским научно-исследовательским институтом (ECADI), который создал шанхайскую башню Восточная жемчужина.
Её стоимость оценивалась примерно в 400 млн долларов США (в то время около 900 млрд рупий).
Первоначально башня Джакарта должна была находиться в районе Kuningan, но губернатор столичного округа Джакарты предложил построить её в районе Кемайоран. Президент Сухарто предложил башне название Trilogy Tower.
Высота башни по проекту составляет 558 метров. Она могла стать четвертой по высоте телебашней в мире после Си-Эн Тауэр в Торонто. Смотровая площадка находилась бы на высоте 395,5 метров над уровнем моря. Башня должна была включать в себя парковку в 144000 м2, вращающийся ресторан, магазины, кафе, исторический музей, выставочные, спортивные, игровые и деловые центры. По прогнозам башня должна была привлекать ежегодно 4-6 миллионов посетителей.
После разразившегося в Азии финансового кризиса 1997 года едва начавшиеся работы были остановлены. Из-за повышения на мировых рынках цен на металл, стоимость строительства возросла почти вдвое. На месте вырытого фундамента со временем появился водоём.
Когда индонезийская экономика начала возрождаться, правительство объявило, что будет продолжать строительство с переименованием её в Джакартскую башню.
Строительство башни разделили на две части. Первая часть строительства 17-этажного подиума планировали завершить в 2008—2009 годах. Вторая часть — в 2010—2011 годах.
В октябре 2010 года разработчик башни Wiratman Wangsadinata официально заявил о приостановке проекта ввиду недостаточного финансирования.